# مغناطيس نانوي
المغناطيس النانوي (بالإنجليزية: Nanomagnet)‏ هو نظام دون الميكرومتري، يعمل على الترتيب المغناطيسي الذاتي (مغنطة) دون وجود تأثير مغناطيسي (مغناطيسية متبقية).
يمنع صغر حجم المغناطيس النانوي تكوين مناطق ذات مغنطة باتجاه موحد (مجالات مغناطيسية). في درجات الحرارة المنخفضة، تقدم ديناميكات المغنطة للمغناطيس النانوي الصغير بما فيه الكفاية، عادةً مغناطيس أحادي الجزيء، ظواهر كميّة مثل الأنفاق الدورانية المغزلية العيانية. في درجات الحرارة الأعلى، تمثل التقلبات الحرارية العشوائية للمغنطة (المغناطيسية الفائقة) حدًا لاستخدام المغناطيس النانوي للتخزين الدائم للمعلومات.
أمثلة المغناطيس النانوي المعيارية هي حبوب المعادن ذات المغناطيسية الحديدية (حديد وكوبلت ونيكل) والمغانط أحادية الجزيء. تتكون الغالبية العظمى منها من فلزات انتقالية (تيتانيوم وكروم ومنغنيز وحديد وكوبلت ونيكل) أو عناصر مغناطيسية أرضية نادرة (غادولينيوم ويوروبيوم وإربيوم).
في عام 2016، تم التصريح عن أصغر حد ممكن للمغناطيسات النانوية من قبَل علماء المعهد الفدرالي السويسري لتكنولوجيا لوزان، وتتمثل في ذرات هولميوم منفردة مترسبة على طبقة رقيقة ذريًّا من أكسيد المغنيسيوم بواسطة فيلم فضي. قبل ذلك كانت أصغر المغانط النانوية -والتي تأخذ بعين الاعتبار عدد الذرات المغناطيسية- عبارة عن جزيئات الفثالوسيان ذات السطح المزدوج مع ذرة واحدة فقط من عنصر أرضي نادر. من الأنظمة الأخرى التي تتيح تأثير المغنطة المتبقية السلاسل الحديدية ذات الهندسة النانوية، المترسبة على Cu2N/Cu(100)، تظهر إما بالحالة القاعية المغناطيسية أو بحالة نيل، في نظام يتكون مما لا يزيد عن خمس ذرات حديد ذات S=2. الحالة المعيارية للمغانط أحادية الجزيء تعرف بأنظمة Mn12 وFe8، حيث 12 و8 عدد ذرات الفلز الانتقالي وكلاهما مع لف مغزلي في الحالة الأرضية 10 (S = 10).
شروط حالة مغنطة الحقل الصفري:
1. حالة قاعية (أرضية) بدوران محدد.
2. طاقة محددة لتباين الخواص المغناطيسية.
3. زمن استرخاء طويل.

يتضح الشرطان 1 و2 في عدد من الهياكل النانوية، مثل الجسيمات النانوية والجزر النانوية والنقاط الكمومية، مع عدد من الذرات المغناطيسية المتحكم بها (من 1 إلى 10).